# Arceuthobium littorum
Arceuthobium littorum là một loài thực vật có hoa trong họ Santalaceae. Loài này được Hawksw., Wiens & Nickrent mô tả khoa học đầu tiên năm 1992.